# Río Emme
El río Emme (del alemán: Emme) es un corto río de Suiza, un afluente del río Aar, a su vez afluente del río Rin.

## Geografía
El río Emme nace entre Hohgant y Augstmatthorn, en el cantón de Berna, y atraviesa la región de Emmental. Desemboca por la margen derecha en el río Aar aguas abajo de la localidad de Soleura. La extensión de la cuenca hidrográfica es de 983 km². El caudal medio es aproximadamente 20 m³/s. El caudal máximo puede llegar a 500 m³/s. El Emme se conoce por sus variaciones repentinas de caudal. Los principales tributarios del Emme son los ríos Ilfis y Limpach.
Atraviesa las comunas de Habkern, Flühli, Schangnau, Eggiwil, Signau, Lauperswil, Rüderswil, Lützelflüh, Hasle bei Burgdorf, Rüegsau, Heimiswil, Burgdorf, Kirchberg, Lyssach, Rüdtligen-Alchenflüh, Aefligen, Utzenstorf, Bätterkinden, Wiler bei Utzenstorf, Zielebach, Gerlafingen, Biberist, Derendingen, Zuchwil y Luterbach.
La narración Die Wassernot im Emmental (La inundación en Emmental), de Jeremias Gotthelf, describe la inundación más grande conocida que tuvo lugar el 13 de agosto de 1837. Esta y otras inundaciones hicieron que en el siglo XIX el Emme fuera canalizado en casi toda su longitud y que se construyeran varias presas a ambos lados. 
El valle del río Emme   "Emmental"  (tal en alemán significa valle)   da nombre al famoso queso alpino  Emmental  ya que es originario de esta zona,   hoy en día se produce bajo esa denominación en  Alemania, Austria, Francia, Finlandia, Dinamarca e Irlanda.      Es por esta razón por lo que el verdadero queso originario se denomina emmentaler AOC para diferenciarse del resto. 
- Datos: Q688240
- Multimedia: Emme / Q688240